# Sericossypha albocristata
La  tangara coroniblanca (Sericossypha albocristata) también denominada pollo de monte (en Colombia), rey del quindío (en Colombia), cuaresmero (en Venezuela), tangara caretiblanca (en Ecuador) o tangara de gorro blanco (en Perú) es una especie de ave paseriforme de la familia Thraupidae, la única del género monotípico Sericossypha. Es nativa de la región andina del noroeste de América del Sur

## Distribución y hábitat
Se distribuye por el suroeste de Venezuela (Andes del sur de Táchira); y en Colombia localmente en los Andes orientales (norte de Santander), localmente en ambas laderas de los Andes centrales (límite entre Caldas y Tolima), Andes occidentales en Antioquia (Jardín) y en la parte superior del valle del Magdalena en Huila hacia el sur a través de Cauca y Nariño hasta Ecuador y centro del Perú (Junín).
Esta especie es considerada poco común y local en su hábitat natural: el dosel y en los bordes de bosques montanos,  principalmente entre los 1700 y los 3000 m de altitud.

## Descripción
Mide de 24 a 26 cm de longitud y pesa entre 95 y 125 g. Es un tráupido grande, de color predominante negro azulado brillante, con la corona y los lores de notable color blanco nieve. Los machos tienen la garganta y el pecho púrpura brillante (a veces no muy aparente), y las hembras de color rojo vino oscuro. En los inmaduros la garganta es negra, pero ya exhiben la corona blanca. Es inconfundible, a pesar de que a la distancia puede parecer un ictérido o córvido.

## Comportamiento
Andan en grupos de hasta diez individuos que cubren grandes distancias mientras se mueven por el dosel de la selva, a menudo posando en lo abierto y volando bastante alto, como ictéridos. Generalmente no se juntan a bandadas mixtas, tienden a moverse solos o en asociación con pájaros mayores, como córvidos (con cuyo comportamiento se parecen) y con el cacique montano sureño (Cacicus chrysonotus).

### Vocalización
Los llamados se oyen desde lejos, frecuentemente anunciando la aproximación de un grupo y dado regularmente en vuelo; más frecuentemente es un impresionante «chiiiyáp» a veces seguido de una o varias notas agudas «chiiyp» dadas por otro individuo; estas se pueden confundir con la chara turquesa (Cyanolyca turcosa).

## Estado de conservación
La tangara coroniblanca ha sido calificado como vulnerable por la Unión Internacional para la Conservación de la Naturaleza (IUCN) con base en modelos de deforestación, por lo que se presume que su población, todavía no cuantificada, irá a decaer rápidamente a lo largo de las próximas tres generaciones.

## Sistemática

### Descripción original
La especie S. albocristata fue descrita por primera vez por el ornitólogo francés Frédéric de Lafresnaye en 1843 bajo el nombre científico Tangara (Lamprotes) albo-cristatus; su localidad tipo es: «Colombia».
El género Sericossypha fue propuesto por el ornitólogo francés René Primevère Lesson en 1844.

### Etimología
El nombre genérico femenino «Sericossypha» se compone de las palabras griegas «sērikos»: sedoso, y «kossuphos»: mirlo, tordo; y el nombre de la especie «albocristata», se compone de las palabras latinas «albus»: blanco  y «cristatus»: crestado; en referencia a la corona blanca.

### Taxonomía
Es monotípica. Los amplios estudios filogenéticos recientes de Burns et al. (2014) demuestran que el presente género está hermanado con Compsothraupis y el par formado por ambos con Cyanicterus, por su vez, el clado resultante está hermanado con Nemosia, en una subfamilia Nemosiinae.